# Kamsarmax
Kamsarmax je velikostni razred ladij, ki še lahko operirajo iz gvinejskega pristanišča Kamsamar. Kamsamarske ladje se uporablja za prevoz boksita (aluminijeve rude). Največja dolžina je 229 metrov, nosilnost je okrog 82 000 ton. Gvineja na leto izvozi okrog 15 milijonov ton boksita in ima rezerva okrog 7,4 milijard ton.